# アイアモ (サウスカロライナ州)
アイアモ（英: Irmo、またはアーモ) は、アメリカ合衆国サウスカロライナ州中央部のレキシントン郡とリッチランド郡に跨る町である。リッチランド郡の方に多くが入っている。州都コロンビアの市中心から北西19 kmの郊外にあり、コロンビア大都市圏に属している。2010年国勢調査での年間を通じた人口は11,097 人だった。

## 歴史
アイアモは1890年、コロンビア・ニューベリー・アンド・ローレンス鉄道の開通に伴い、クリスマスイブに認証された。アイアモという名前は町の設立に重要な役割を果たしたC・J・アイアデル大尉とヘンリー・モーズリーという2人の人物の頭文字を組み合わせたものだった。町は成長したが、アイアモには実際の中心街と呼べる場所が無い。郊外型地区の集まり数個で構成されているというべきである。1990年、コロンビアーナ・センター・モールが建設され、ハービソン地域が成長することになった。
1983年、町内にあるジェイコブ・ウィンガード・ドレハー邸がアメリカ合衆国国家歴史登録財に指定された。

## 地理
アイアモ町は北緯34度05分33秒 西経81度11分10秒 / 北緯34.092629度 西経81.186073度 (34.092629, -81.186073)に位置している。
アメリカ合衆国国勢調査局に拠れば、町域全面積は6.3平方マイル (16.2 km2)であり、全て陸地である。

## 人口動態
以下は2000年国勢調査による人口統計データである。
| 基礎データ - 人口: 11,039 人 - 世帯数: 3,911 世帯 - 家族数: 3,163 家族 - 人口密度: 1,032.0人/km2（2,670.2 人/mi2） - 住居数: 4,066 軒 - 住居密度: 380.1軒/km2（983.5 軒/mi2） 人種別人口構成 - 白人: 76.76% - アフリカン・アメリカン: 20.16% - ネイティブ・アメリカン: 0.25% - アジア人: 1.43% - 太平洋諸島系: 0.08% - その他の人種: 0.44% - 混血: 0.88% - ヒスパニック・ラテン系: 1.42% 年齢別人口構成 - 18歳未満: 30.7% - 18-24歳: 6.6% - 25-44歳: 34.6% - 45-64歳: 23.3% - 65歳以上: 4.8% - 年齢の中央値: 34歳 - 性比（女性100人あたり男性の人口） - 総人口: 93.6 - 18歳以上: 88.7 | 世帯と家族（対世帯数） - 18歳未満の子供がいる: 47.7% - 結婚・同居している夫婦: 65.9% - 未婚・離婚・死別女性が世帯主: 12.0% - 非家族世帯: 19.1% - 単身世帯: 15.4% - 65歳以上の老人1人暮らし: 2.6% - 平均構成人数 - 世帯: 2.81人 - 家族: 3.15人 収入と家計 - 収入の中央値 - 世帯: 55,847米ドル - 家族: 62,005米ドル - 性別 - 男性: 41,054米ドル - 女性: 30,171米ドル - 人口1人あたり収入: 22,312米ドル - 貧困線以下 - 対人口: 4.3% - 対家族数: 3.3% - 18歳未満: 4.4% - 65歳以上: 11.6% |

## 祭
アイアモでは毎年、祭とパレードのオクラ・ストラットが開催されている。この祭は1973年に、マレー湖アイアモ夫人クラブが新しアイアモ故郷図書館のために資金を集める方法を探そうとしたときに始まった。NBCテレビ傘下でコロンビアにあるテレビ局 WIS のニュース・アンカーであり、ラジオのパーソナリティーでもあるジーン・マッケイが、オクラを基本にする祭を行うアイディアを思いついた。セブンオークス公園で開催された地味な芸術と工芸品の販売会として始まり、その時に女性がオクラも販売した。1978年までに、乗り物、食事、踊りのある十分成熟した祭に成長し、ペットと農場用動物も登場した。1980年までにオクラ・ストラットから上がる収益はアイアモ町図書館を建設できるだけに集まっていた。2010年の祭に集まった観衆は5万人を超えたと言われている。2011年、アイアモ・オクラ・ストラット祭は、9月23日金曜日と24日土曜日に、アイアモ・ビレッジのショッピングセンターで開催された。

## 著名な出身者
- ダスティン・ジョンソン（1984年 - ）、プロゴルファー、町内にあるダッチフォーク高校に通った